# Baltic Song Contest

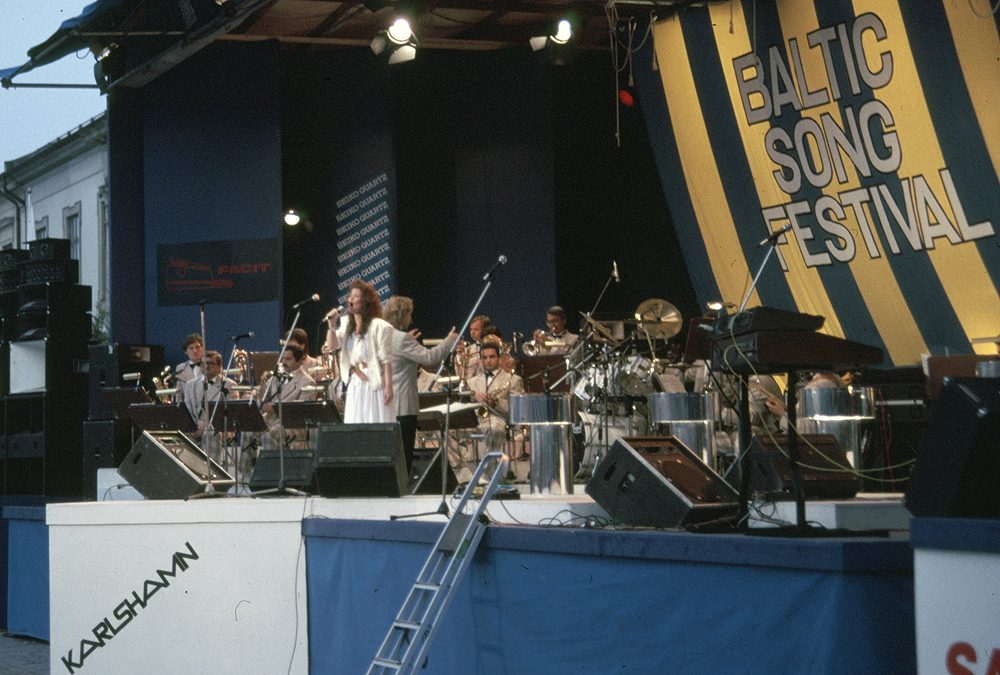
Baltic Song Festival 1987

Baltic Song Contest, tidigare Baltic Song Festival är en sångtävling som, sedan 1978, hålls live på torgscenen under lördagen på Östersjöfestivalen i Karlshamn varje år. Medverkar gör artister från länder runt Östersjön men oftast finns artister från ytterligare europeiska länder med.
Tävlingen spelas in av polska TV2 och sänds i polsk TV. Sveriges Television sände tävlingen i efterhand några år på 1980-talet med Bengt Grafström som programledare.
| År   | Finaldatum | Programledare                        | Vinnare                       | Andra plats               | Tredje plats                       | Övrigt                           |
| ---- | ---------- | ------------------------------------ | ----------------------------- | ------------------------- | ---------------------------------- | -------------------------------- |
| 1978 | -          | -                                    | Zeid Andersson                | -                         | -                                  | -                                |
| 1979 | -          | -                                    | Maria Jeżowska                | -                         | -                                  | -                                |
| 1980 | 1980-07-19 | -                                    | Magdalena Zawadzka            | -                         | -                                  | -                                |
| 1981 | 1981-07-18 | -                                    | Ewa Morawska                  | -                         | -                                  | -                                |
| 1982 | 1982-07-24 | -                                    | Krystyna Giżowska             | -                         | -                                  | -                                |
| 1983 | 1983-07-23 | -                                    | Irina Otieva                  | -                         | -                                  | -                                |
| 1984 | 1984-07-21 | -                                    | Anne Karin Andersen           | -                         | -                                  | -                                |
| 1985 | 1985-07-20 | -                                    | Hanna Banaszak                | -                         | -                                  | -                                |
| 1986 | 1986-07-19 | -                                    | Beata Kozidrak                | -                         | -                                  | -                                |
| 1987 | 1987-07-18 | -                                    | Małgorzata Ostrowska          | Kirsten & Sören           | Charlotte Ardai                    | -                                |
| 1988 | 1988-07-23 | Bengt Grafström                      | Britt Dahlén                  | Marina Kapuro             | Art Affairs                        | -                                |
| 1989 | 1989-07-22 | -                                    | Sadine Nine                   | Sebastian Schimmelpfennig | Anett Kölpin                       | -                                |
| 1990 | 1990-07-21 | Bengt Grafström                      | Etta Scolo                    | Lonnie Devantier          | Tove Jaarnek                       | -                                |
| 1991 | 1991-07-20 | Bengt Grafström                      | David Hanselman               | Dana Gillespie            | Gary Lux & Shirley Giha            | -                                |
| 1992 | 1992-07-18 | Bengt Grafström                      | Peter Jöback                  | Opus                      | Marjorie                           | -                                |
| 1993 | 1993-07-24 | Bengt Grafström                      | Chris Irvine                  | Lele                      | Edyta Górniak                      | -                                |
| 1994 | 1994-07-23 | Bengt Grafström                      | Madam Medusa                  | Kayah                     | Darren Holden                      | -                                |
| 1995 | 1995-07-22 | Bengt Grafström                      | Justyna Steczkowska           | Joni Madden               | Paris Klingberg                    | -                                |
| 1996 | 1996-07-20 | Bengt Grafström                      | Holli C. Krokar               | Robert Gawliński          | Igor Nadjiev                       | -                                |
| 1997 | 1997-07-19 | Bengt Grafström                      | Rosita Civilyte               | Oksana Galitskaja         | Natalia Kukulska                   | -                                |
| 1998 | 1998-07-18 | Bengt Grafström                      | Brainstorm                    | Marianne Antonsen         | Crosstalk                          | -                                |
| 1999 | 1999-07-24 | Bengt Grafström                      | Anna Stadling                 | Andrzej Piaseczny         | Arnis Mednis                       | -                                |
| 2000 | 2000-07-22 | Bengt Grafström                      | Little Gunnar                 | Soso Pavliachvili         | Brathanki                          | -                                |
| 2001 | 2001-07-21 | Bengt Grafström                      | Ich Troje                     | Danny Lichfield           | Marvin Ruffin                      | -                                |
| 2002 | 2002-07-20 | Ola Lindholm                         | Varius Manx                   | Nanne Grönvall            | Daniele Vit                        | -                                |
| 2003 | 2003-07-19 | Ola Lindholm                         | Aleena                        | F.L.Y.                    | Baghira                            | -                                |
| 2004 | 2004-07-17 | Ola Lindholm                         | Sandra Dahlberg               | Gil Bonden                | Niklas Andersson                   | -                                |
| 2005 | 2005-07-23 | Ola Lindholm                         | Rob Reynolds                  | Putnu Balle               | Jalisse                            | -                                |
| 2006 | 2006-07-22 | Tina Leijonberg                      | Kasia Cerekwicka              | Andersson & Gibson        | Falzone                            | -                                |
| 2007 | 2007-07-21 | Tina Leijonberg                      | Jurga                         | Patrycja Markowska        | Maarja                             | -                                |
| 2008 | 2008-07-19 | Tina Leijonberg                      | LaGaylia Frazier              | Caroline Larsson          | Ewelina Flinta & Łukasz Zagrobelny | -                                |
| 2009 | 2009-07-18 | Anders Jönsson                       | IVO                           | Zivile Ba                 | Jan Johansen                       | -                                |
| 2010 | 2010-07-24 | Anders Jönsson                       | Aisha                         | Birgit Õigemeel           | Andrew Solodkiy                    | Publikens pris: Molly Sandén     |
| 2011 | 2011-07-23 | Anders Jönsson                       | Diskotek                      | Savbrant Ingrid Band      | Py Bäckman                         | -                                |
| 2012 | 2012-07-21 | Anders Jönsson                       | Piotr Kupicha & Marcin Kindla | 77 Bombay Street          | Michael Watter                     | Publikens pris: 77 Bombay Street |
| 2013 | 2013-07-20 | Anders Jönsson                       | Tove Jaarnek                  | Margaret                  | Miriam Bryant                      | Publikens pris: Miriam Bryant    |
| 2014 | 2014-07-19 | Anders Jönsson & Anna-Lena Petersson | Stashka                       | Caroline Wennergren       | Alien                              | Publikens pris: Stashka          |
| 2015 | 2015-07-18 | Thomas Deutgen                       | Gerson Galvan                 | Janet Devlin              | Janet                              | Publikens pris: Sarsa            |
| 2016 | 2016-07-23 | Thomas Deutgen                       | Adam Douglas                  | Maika Barbero             | Antonela Doko                      | Publikens pris: Doinita Gherman  |